# كنوت هانسون
كنوت هانسون (بالسويدية: Knut Hansson)‏ (9 مايو 1911 - 10 فبراير 1990) لاعب كرة قدم سويدي راحل كان يجيد اللعب في خط الهجوم.

لعب طوال مسيرته الرياضية في نادي لاندسكرونا.
مثل منتخب السويد في 7 مباريات مسجلا 3 أهداف (1933-1938). شارك مع منتخب السويد في بطولة كأس العالم 1938 في فرنسا حيث احتل المركز الرابع.

## وصلات خارجية
- كنوت هانسون على موقع الاتحاد الدولي (مؤرشف)  (الإنجليزية)
- كنوت هانسون على موقع اتحاد السويد (السويدية)
- كنوت هانسون على موقع قاعدة بيانات كرة القدم.إي يو (الإنجليزية)
- كنوت هانسون على موقع ناشيونال فوتبول تيمز (الإنجليزية)

- هذا سيرة ذاتية